# تحريك تقليدي
الرسوم المتحركة التقليدية(بالإنجليزية: Traditional animation)‏هي تقنية لتحريك الرسوم ويعرف أيضاً classical animation, cel animation, or hand-drawn animation هو أول النموذج الأكثر شعبية في الرسوم المتحركة. في رسم كاريكاتوري تقليديا الرسوم المتحركة، ويوجه كل إطار بـاليد من قبل رسام. مصطلح «الرسوم المتحركة التقليدية» أما الآن تستخدم في مع تحريك حاسوبي الآن أكثر شيوعاً.

## العملية

### لوح القصة
إن الرسوم المتحركة التقليدية تبدأ دائماً (مثل أي رسوم متحرّكة أخرى) بألواح القصة، وهي مجموعة من النصوص تكتب بكلا الصور والكلمات، وهذا مشابه لمختصر قصة مصورة عملاق. تتيح الصور لفريق التحريك التخطيط لسير أحداث القصة وهيئة الأماكن. يَقوم راسموا لوح القصة بزيارة المخرج دورياً أثناء إعداد اللوح للتحاور معه حوله، وربما يُضطر الرسامون أحياناً لإعادة رسم اللوح عدة مرّات قبل أن يَنال الموافقة النهائية.

## وصلات خارجية
- أنيميشن توولووركس غلوسري: من يقوم بما في الرسوم المتحركة
- كيف تنتج كارتون الرسوم المتحركة